# 反帝国主义统一委员会
反帝国主义统一委员会（西班牙语：Comisiones Unitarias Antiimperialistas），全称争取民族解放和社会主义反帝国主义阿蒂加斯主义统一委员会（Comisiones Unitarias Antiimperialistas Artiguistas por la Liberación Nacional y el Socialismo），是乌拉圭的一个左翼政党联盟。该联盟成立于2008年，由东岸革命运动、阿蒂加斯主义革命运动等左翼党派组成。该联盟的意识形态是革命社会主义、格瓦拉主义、阿蒂加斯主义、反帝国主义。